# شهرداری اوچامچیره
شهرداری اوچامچیره (به لاتین: Ochamchire Municipality) یک ناحیه اداری در گرجستان است که در آبخاز واقع شده‌است.